# Camille Randoing
Yves Louis Randoing dit Camille Randoing (8 août 1800 à Cusset - 22 juillet 1857 à Paris), est un industriel et un homme politique français.

## Une réussite industrielle
La famille Randoing vivait au XVIIIe siècle à Cusset dans l’Allier. C’est là que naquit Yves Louis Randoing, dit plus tard Camille, le 8 août 1800 (21 thermidor an VIII), fils de Claude Randoing (1759-1823), un négociant, et de Pierrette Lemaire.
Pour des raisons non élucidées, mais sans doute liées à la volonté de développer leurs affaires, une partie des membres de ce lignage vinrent s’installer en Normandie, et plus particulièrement dans la cité lainière d’Elbeuf. Yves Louis Randoing, que se dit alors négociant, y épouse le 30 août 1828 Louise Emma Delaunay, fille de Parfait Amable Delaunay (décédé le 23 novembre 1827), et sœur du peintre Amable Delaunay. Camille Randoing semble avoir repris aussitôt la direction de l’entreprise Delaunay, rue de la Bague.
Il s’intègre très vite, grâce à ce mariage, au milieu textile local. En 1828, il intègre la loge maçonnique elbeuvienne L'Unité. En sa qualité de filateur, puis de fabricant de drap, il devient membre de la Chambre consultative des arts et manufactures d’Elbeuf en 1832. Dès cette époque, son établissement est considéré comme l’un des meilleurs pour la qualité et le fini de ses produits.
L’usine Randoing figure d’ailleurs parmi les cinq principaux établissements de la ville visités en novembre 1833 par Adolphe Thiers, alors ministre du Commerce.
Randoing fait forer en 1835-1836, dans la cour de sa manufacture, le 3e puits artésien de la ville, à plus de 154 m de profondeur, qui lui fournit 360 m3 d’eau par jour.
Mais son usine est la proie d’un très grave incendie (visible depuis Rouen) le 4 août 1838 à 3 heures du matin. Les églises de la ville sonnent le tocsin. Les pertes sont évaluées à 300 000frs pour C. Randoing (heureusement assuré à concurrence de 281 000 frs par l’Elbeuvienne et 90 000 frs par la Royale) ; à noter que son locataire, qui n’est autre que Théodore Chennevière, subit également un dommage évalué à 100 000 frs. Le duc et la duchesse d’Orléans font parvenir 1 000 frs pour soulager les ouvriers en chômage technique, Louis-Philippe 600 frs et la reine 400 frs. L’entreprise se remet rapidement de ce sinistre.
En 1842, il fait partie d’une délégation des plus importants industriels de la ville désignés par la Chambre consultative pour aller présenter une adresse au roi contre le projet de traité de commerce avec la Belgique. Son usine figure à nouveau parmi les établissements que le ministre de l’Agriculture et du Commerce Cunin-Gridaine, de passage à Elbeuf, visite le 25 septembre 1843. Il figure d’ailleurs, en 1845, parmi les 27 contribuables les plus imposés de la ville. Ses produits lui valent plusieurs récompenses et notamment une médaille d'or à l'exposition de 1844. Lorsque le président de la République, le 25 novembre 1851, distribue des récompenses aux exposants s’étant distingués lors de l’Exposition universelle de Londres, Camille Randoing – ainsi que Théodore Chennevière – est élevé au grade d’officier de la Légion d’honneur. En 1855, il fait partie des soumissionnaires aux 55 000 m de draps d’uniformes destinés à la Garde Impériale accordés par Napoléon III aux manufacturiers elbeuviens. Il semble diriger désormais son entreprise depuis Paris, où il réside avec son épouse.
Il semble donc avoir rapidement réussi et surtout s’être fait accepter par le patronat et les notabilités locales. Comme il n’était pas Normand, on le surnomma – néanmoins –  pour ses bonnes œuvres « l'étranger bienfaisant ».
Une rue d’Elbeuf porte son nom.

## Une brève carrière politique
- Au Conseil municipal

Camille Randoing est élu conseiller municipal d’Elbeuf pour la première fois en octobre 1831. Il en démissionne, en même temps que plusieurs autres membres, en août 1833 ; mais il est réélu à la fin du même mois, puis à nouveau en novembre 1834. Il est en outre nommé l’un des deux adjoints du maire par ordonnance royale en date du 22 octobre 1833.
En septembre 1837, il est également élu chef de bataillon de la Garde nationale locale (il démissionne de ce poste en septembre 1838), puis, en 1846, capitaine de la 2e Cie de chasseurs. En quelques années, bénéficiant sans doute de l’appui de sa très influente belle-famille, il s’est donc taillé une place parmi les notables de la ville. Dès mars 1848, il devient vice président d’un Comité cantonal républicain fondé à Elbeuf.
- Député du 23 avril 1848 au 26 mai 1849.

En 1848, il est l’un des nouveaux membres nommés par arrêté du commissaire du gouvernement pour faire partie du Conseil municipal provisoire d’Elbeuf. Il revient donc en mairie et se lance en politique, un peu au dernier moment. Henri Sevaistre (autre manufacturier elbeuvien se désistant en sa faveur).
En fait, lors de ces élections législatives, six candidats elbeuviens se présentent, alors que le département de Seine-Inférieure ne s’est vu attribuer que 19 sièges au total. « Républicain du lendemain », comme on le disait alors, il est élu, le 23 avril 1848, représentant de la Seine-Inférieure à l’Assemblée nationale constituante de la Deuxième République, au scrutin de liste, en 19e et dernière position, avec 100 604 voix), en même temps qu’un autre manufacturier elbeuvien, Victor Grandin et un ouvrier monteur, Hyacinthe Dombremel.
Camille Randoing fait partie du comité du commerce. Républicain modéré, il siège à l’Assemblée au Centre droit. Il vote pour les poursuites contre Louis Blanc (ancien membre du Gouvernement provisoire) et le révolutionnaire suisse Marc Caussidière, contre l'abolition de la peine de mort, l'impôt progressif, l'incompatibilité des fonctions, l'amendement Grévy, la ratification de la Constitution par le peuple.
Il se prononce pour l'ensemble de la Constitution élaborée par l’Assemblée, pour la proposition de Jean-Pierre Rateau (qui prévoyait la dissolution de l’Assemblée constituante de 1848, ce qui fut effectivement voté en janvier 1849) et l'interdiction des clubs. Il se prononce enfin pour l'expédition de Rome et contre la demande de mise en accusation du président et des ministres.
Non réélu à la Législative, et hostile à la politique du prince Louis-Napoléon Bonaparte, il se présente par la suite avec le soutien des libéraux et des républicains comme ancien candidat du Comité central républicain en 1848 et candidat d'opposition, au Corps législatif, dans la 2e circonscription de la Seine-Inférieure (celle d’Elbeuf), le 29 février 1852. Randoing y affronte d’autres manufacturiers elbeuviens : Mathieu Bourdon (député sortant), Théodore Chennevière mais surtout Henri Quesné, candidat officiel. Ses adversaires le taxent « d’adversaire de l’ordre ». Il l’emporte dans le canton d’Elbeuf, avec  2 663 suffrages contre 1 551 à Henri Quesné ; mais le nouveau découpage électoral regroupant au total 6 cantons, il est finalement largement battu Henri Quesné (11 756 voix) – le Pays de Caux ayant massivement voté en faveur du candidat officiel – et ne recueille que 4 075 voix (2 593 suffrages allant à Théodore Chennevière et 1 524 voix à Mathieu Bourdon).
En août 1852, aux élections pour le conseil d’arrondissement, Camille Randoing l’emporte cette fois au 2e tour avec 2 438 voix dans les dix communes du canton d’Elbeuf, face à un autre industriel elbeuvien, Constant Grandin (1 808 voix) ; mais ayant refusé de prêter le serment obligatoire au nouveau régime, il ne peut siéger et Grandin est finalement élu à sa place en octobre 1852. Il se présente également aux élections municipales (scrutin des 28-29 juillet et 4-5 août 1855), mais obtient trop peu de voix pour être élu conseiller.
Désormais, il abandonne la vie politique et se consacre uniquement à ses affaires de fabricant de drap. Il ne semble avoir publié aucun écrit, de quelque nature que ce soit. 
Il meurt à Paris, à 56 ans, le 22 juillet 1857, dans le Xe arrondissement ancien. Ses obsèques ont lieu le surlendemain à Elbeuf, en présence de son frère Jean-Baptiste, député au Corps législatif et maire d’Abbeville ; y assistent « toutes les notabilités de la région et une foule énorme ».
Sa veuve fait le jour même de l’inhumation une importante donation de 5 500 frs aux établissements de bienfaisance de la ville. Par ailleurs, la commission administrative de l’hospice d’Elbeuf accepta, le 27 août 1857 une donation de 8 500 frs pour la fondation d’un lit, faite par sa veuve, ainsi que son frère Jean et sa sœur, épouse Gérin-Roze, en exécution des volontés du défunt.
Le couple n’ayant pas de descendant, la manufacture d’Elbeuf échut à Henry Auguste Gérin-Roze (1830-1885), un des fils de sa sœur aînée Étiennette Randoing (1795-1874). La veuve de Camille Randoing semble avoir continué à résider par la suite à Paris, où elle se fit construire un hôtel particulier au 122 boulevard Haussmann. Elle décéda à Paris à l'âge de 68 ans mais fut inhumée à Elbeuf le 14 novembre 1876. Elle laissa par testament 50 000 frs à la caisse de retraite des vieux ouvriers de la fabrique.
Il faut noter que Camille Randoing était le frère cadet de Jean-Baptiste Randoing (28 avril 1798, Cusset - 9 juillet 1883, Paris), également industriel et homme politique français, d’une envergure encore plus grande. Il devint en effet directeur, de la grande fabrique de draps fins, dite Van Robais, à Abbeville (créée à l’époque de Colbert et concurrente directe des entreprises textiles d’Elbeuf), puis fut membre du Conseil général des manufactures et du commerce, et prêta son nom et son influence à la plupart des manifestations des partisans du système économique de la « protection ». À la différence de son frère, il se rallia à Napoléon III,ce qui lui permit d’occuper de nombreuses fonctions électives dans la Somme et d’en devenir aussi le député. Mais J.-B. Randoing fut mêlé plus tard avec Lefebvre-Duruflé (un autre Elbeuvien), Collet-Meygret et autres, à des entreprises financières qui le firent condamner en police correctionnelle à 6 000 francs d'amende.

## Distinctions
- Officier de la Légion d'honneur (1851)[25]

## Sources
- A. Becchia, La draperie, etc.: Christophe Rendu, L'irrésistible ascension des parvenus. Le nouveau patronat de l'industrie textile à Elbeuf (1830-1870), mémoire de maîtrise d'Histoire sous la dir. d'A. Becchia, Université de Rouen, 1997.
- Alain Becchia, La draperie d’Elbeuf (des origines à 1870), Mont-Saint-Aignan, Publications de l’Université de Rouen, 2000.
- Marcel Boivin, Le Mouvement ouvrier dans la région de Rouen 1851-1876, Mont-Saint-Aignan, Publications de l’Université de Rouen, 1989.
- Henri Saint-Denis, Histoire d’Elbeuf, t. IX et X, Elbeuf, Impr. H. Saint-Denis, 1902 et 1903.
- « Camille Randoing », dans Adolphe Robert, Gaston Cougny et Edgar Bourloton, Dictionnaire des parlementaires français (…), Paris, Bourloton éditeur, 1889-1891.
- Discours prononcés sur la tombe de M. Camille Randoing, le 24 juillet 1857, Elbeuf, Levasseur et Guibert, (s.d.), extrait du Journal d'Elbeuf (FRBNF36426172).